# Gianfelice Imparato
Gianfelice Imparato (Castellammare di Stabia, 9 agosto 1956) è un attore, commediografo e regista italiano.

## Biografia
La sua attività di attore inizia nel 1976, nella compagnia di Mico Galdieri.
Le sue presenze come attore protagonista cominciano sotto la direzione di Carlo Cecchi e Luca De Filippo. Successivamente comincia a scrivere opere proprie e a curarne la regia.
Cinematograficamente, anche se le sue presenze non sono numerose, ha collaborato con Marco Bellocchio, Ettore Scola, Mario Monicelli, Nanni Loy e Nanni Moretti. Nella stagione 1989-90 partecipa alla trasmissione televisiva Emilio esibendosi in divertenti gag al fianco di Silvio Orlando e Teo Teocoli, e al programma Televiggiù. Nel 2008 è "Don Ciro" nel film Gomorra, di Matteo Garrone, con cui partecipa al Festival di Cannes ed è tra i protagonisti di Fortapàsc di Marco Risi sulla figura del giornalista Giancarlo Siani. È Alfonso D'Onofrio nel film Into Paradiso di Paola Randi (Miglior Attore al Montecarlo Film Festival 2010). Nel 2012 è il Commissario Libero Sanfilippo, capo e mentore di un giovane vicecommissario Montalbano nella serie prequel Il giovane Montalbano.
Interpreta Gaetano Nobile nel 2015 nella serie TV 1992 e nel 2017 nella successiva 1993. Interpreta il vice commissario Giorgio Pisanelli (dal 2017) ne I bastardi di Pizzofalcone.

## Filmografia

### Cinema
- Giallo napoletano, regia di Sergio Corbucci (1979)
- Bianca, regia di Nanni Moretti (1983)
- Un ragazzo e una ragazza, regia di Marco Risi (1984)
- Enrico IV, regia di Marco Bellocchio (1984)
- Facciamo paradiso, regia di Mario Monicelli (1995)
- Romanzo di un giovane povero, regia di Ettore Scola (1995)
- Vuoti a perdere, regia di Massimo Costa (1999)
- Panni sporchi, regia di Mario Monicelli (1999)
- Nella terra di nessuno, regia di Gianfranco Giagni (2000)
- La repubblica di San Gennaro, regia di Massimo Costa (2001)
- Due amici, regia di Spiro Scimone e Francesco Sframeli (2001)
- L'ora di religione, regia di Marco Bellocchio (2002)
- Basta un niente, regia di Ivan Polidoro (2006)
- Gomorra, regia di Matteo Garrone (2008)
- Il divo, regia di Paolo Sorrentino (2008)
- Marcello Marcello, regia di Denis Rabaglia (2008)
- Fortapàsc, regia di Marco Risi (2009)
- Into Paradiso, regia di Paola Randi (2010)
- La bellezza del somaro, regia di Sergio Castellitto (2010)
- Io non ti conosco, regia di Stefano Accorsi (2013)
- Banana, regia di Andrea Jublin (2014)
- Buoni a nulla, regia di Gianni Di Gregorio (2014)
- La smorfia, regia di Emanuele Palamara (2014)
- Natale col boss, regia di Volfango De Biasi (2015)
- Vieni a vivere a Napoli, registi vari (2016)
- Tito e gli alieni, regia di Paola Randi (2017)
- A casa tutti bene, regia di Gabriele Muccino (2018)
- Il grande salto, regia di Giorgio Tirabassi (2019)
- Cetto c'è, senzadubbiamente (2019)
- Figli, regia di Giuseppe Bonito (2020)
- Il caso Pantani - L'omicidio di un campione, regia di Domenico Ciolfi (2020)
- Querido Fidel, regia di Viviana Caló (2021)
- Qui rido io, regia di Mario Martone (2021)
- La santa piccola, regia di Silvia Brunelli (2021)
- U.S. Palmese, regia dei Manetti Bros. (2024)

### Televisione
- Una storia italiana, regia di Stefano Reali (1992)
- A che punto è la notte, regia di Nanni Loy (1994)
- Il giovane Montalbano, regia di Gianluca Maria Tavarelli - serie TV, episodio 1x01 (2011)
- Un medico in famiglia 8, serie TV - Rai Uno (2013)
- 1992, regia di Giuseppe Gagliardi - serie TV, 4 episodi (2015)
- I bastardi di Pizzofalcone - serie TV, 22 episodi (2017-2023)
- 1993, regia di Giuseppe Gagliardi - serie TV, 5 episodi (2017)
- La linea verticale, regia di Mattia Torre - serie TV (2018)
- 1994, regia di Giuseppe Gagliardi - serie TV, episodi 3x03-3x06-3x08 (2019)
- Imma Tataranni - Sostituto procuratore, regia di Francesco Amato - serie TV, episodio 2x08 (2022)
- Vincenzo Malinconico, avvocato d'insuccesso, regia di Alessandro Angelini – serie TV, 3 episodi (2022)
- Fosca Innocenti - seconda stagione, regia di Giulio Manfredonia - serie TV, episodio 2x01 (2023)
- Sei donne - Il mistero di Leila, regia di  Vincenzo Marra - serie TV, episodi 1x01-1x04 (2023)
- The Bad Guy 2, regia di Giancarlo Fontana e Giuseppe G. Stasi – serie TV, 4 episodi (2024)

## Teatro
- Rosencrantz e Guildenstern sono morti, di Tom Stoppard, regia di Leo Muscato (2015)
- Il Malloppo, di Joe Orton, regia di Francesco Saponaro (2023)

## Premi e riconoscimenti
- Premio Ubu
  - 2000/2001 – Miglior attore non protagonista per I dieci comandamenti di Raffaele Viviani